# Acacia peuce
Acacia peuce е дървесен вид от семейство Бобови (Fabaceae).

## Разпространение
Видът е ендемичен за централна Австралия.

## Описание
Има къси хоризонтални клонове. Достига на височина до 15 – 17 m.